# جيمس أ. غراهام
جيمس أ. غراهام (بالإنجليزية: James A. Graham)‏ هو عسكري أمريكي، ولد في 25 أغسطس 1940 في Wilkinsburg, Pennsylvania ‏ في الولايات المتحدة، وتوفي في 2 يونيو 1967 في Quảng Tín province ‏ في فيتنام.